# 王民制
王民制（おうみんせい）とは、氏と姓の秩序によって編成される社会制度のこと。

## 概要
「王民」もしくは「皇民」とは大化以前は治天下大王、以後は天皇との間に仕奉関係を結んだ氏の集団を指す。氏の名を持つ人々はその氏にちなんだ特定の職掌をもって治天下大王あるいは天皇に仕えた。庚午年籍以後はこれまで氏に属していなかった人々も戸籍に登録された「百姓」として氏に属することとなり、形式上は何らかの形で天皇に仕える形となり王民制の中に組み入れられた（現実には、官人以外の多くの人々は国や郡を介して支配される被統治身分であったが）。
律令制において類似の概念として公民（制）があるが、王民はもう少し範囲が広く、本貫を逃亡した浮浪人や朝廷に帰服して口分田を支給された俘囚（戸籍には登録されていない）をも含める。反対に氏を与えられなかった賎民などは王民には含まれなかった。